# El sultán descalzo
El sultán descalzo es una película de comedia mexicana de 1956 dirigida por Gilberto Martínez Solares y protagonizada por Germán Valdés «Tin-Tan», Yolanda Varela y Liliana Durán. Esta fue la última aparición de Liliana Durán en la Época de oro del cine mexicano a finales de los 50.

## Argumento
Sultán Casquillo (Tin-Tan), un vagabundo vive de hacer favores en una vecindad y finge ser profesor para darle clases de baile a una bella joven llamada Cristina Mena (Yolanda Varela).

## Reparto
- Germán Valdés «Tin-Tan» como Sultán Casquillo (como Tin-Tan).
- Yolanda Varela como Cristina Mena.
- Óscar Pulido como Tomás.
- Wolf Ruvinskis como Hilario (como Wolf Rubinskys).
- Joaquín García «Borolas» como Don Venustiano (como Borolas).
- Liliana Durán como Pancha.
- Marcelo Chávez como Comisario (como Marcelo).
- Elmo Michel como Doctor.
- Florencio Castelló como Don Pacorro.
- José «El Ojón» Jasso como Productor (como Jasso).
- Agata Rosenow como Aidita.
- Óscar Ortiz de Pinedo como Maestro de baile.
- Silvia Carrillo como Bailarina.
- Martinique como Bailarina negra (como La Martinique).
- Armando Acosta como Camarógrafo (no acreditado).
- Stephen Berne como Entrenador de Hilario (no acreditado).
- Rafael Estrada como Productor (no acreditado).
- Paquito Fernández como Hijo de Aidita (no acreditado).
- Amalia Gama como Abuelita de Cristina (no acreditada).
- Jaime González Quiñones como Hijo de Aidita (no acreditado).
- Guillermo Hernández como Árbitro (no acreditado).
- Vicente Lara como Asistente de entrenador (no acreditado).
- Pedro Ortega «El Jaibo» (no acreditado).
- Joaquín Roche hijo como Pepito (no acreditado).
- Humberto Rodríguez (no acreditado).
- Ángela Rodríguez como Clienta en tienda (no acreditada).
- Manuel «El Loco» Valdés como Cartero (no acreditado).
- Ramón Valdés «Don Ramón» como Vendedor de tacos (no acreditado).
- Hernán Vera como Vendedor de gelatinas (no acreditado).